# علاءالدین تکش
علاءالدینْ تَکِش فرزند ایل ارسلان بود که از ۵۶۸ تا ۵۹۶ ه‍. ق. (۱۱۷۲ تا ۱۲۰۰ میلادی) به عنوان شاه خوارزمشاهی حکومت کرد. بعد از مرگ ایل ارسلان، پسرانش جلال‌الدین سلطانشاه و علاءالدین تکش، جهت جانشینی پدر به منازعه پرداختند. سرانجام در سال ۵۶۸ ه‍. ق. با استمداد تکش از قراختاییان در مقابل پرداخت خراج سالیانه‌ای، این منازعه به نفع تکش خاتمه یافت. اما اختلاف بعد از آن هم ادامه داشت و هر دو برادر در خراسان به تاخت و تاز پرداختند. تکش برای رفع این اختلاف خانگی که این بار بر سر خراسان بین آن‌ها پیش آمد، ناچار شد که میراث سلطان سنجر را به سلطانشاه برادرش واگذار کند. سرانجام سلطانشاه در سال ۵۸۹ درگذشت. تکش بعد از مرگ برادر خراسان را نیز به خوارزم ملحق کرد و بعد به ری لشکر کشید و در جنگ با طغرل سوم آخرین شاه سلجوقیان عراق و با قتل او در سال ۵۹۰ ه‍. ق. قلمروی سلجوقیان عراق را هم تصرف کرد. به تصرف درآوردن تمام میراث سلجوقی توسط او خلیفهٔ بغداد را که او نیز خواستار قسمتی از این میراث بود ناخرسند کرد. عواقب این ناخرسندی بعد از مرگ علاءالدین تکش در سال ۵۹۶ ه‍.ق به پسرش سلطان محمد خوارزمشاه رسید.

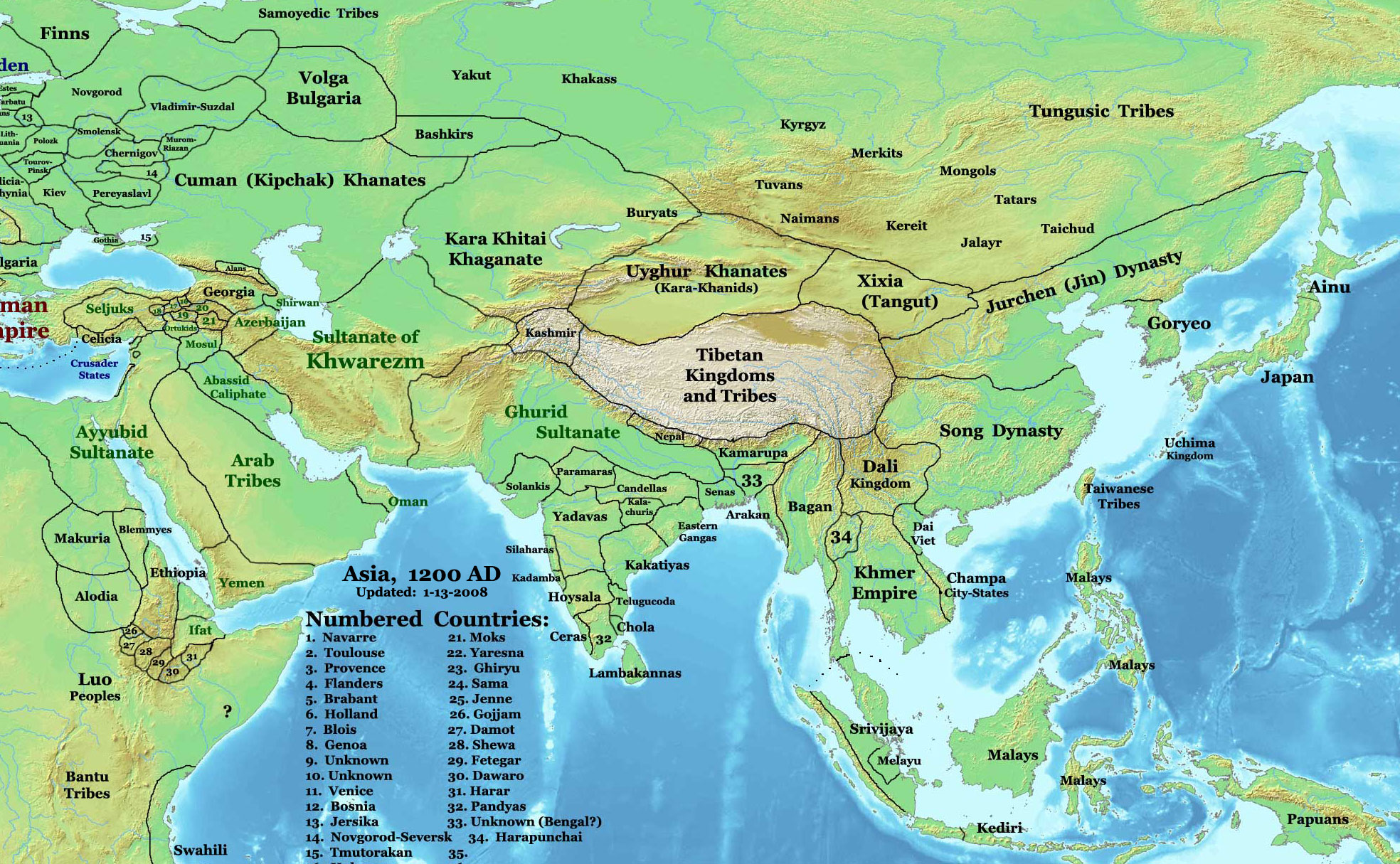
قلمرو خوارزمشاهیان در حدود ۱۲۰۰ میلادی

## درگیری بر سر سلطنت
با مرگ پدرش ایل ارسلان برادر کوچکتر تکش یعنی سلطانشاه با کمک مادرش ترکان خاتون به تخت سلطنت نشست اما تکش که در این دوره حاکم ولایت جند بود حکومت برادرش را نپذیرفت زیرا خود را شایستهٔ حکومت بر خوارزمشاهیان می‌دانست به همین دلیل فرستادگان برادرش را که برای بیعت نزد او آمده بودند بازگرداند و گفت به خوارزم سفر نخواهد کرد و سلطنت سلطانشاه را به هیچ وجه قبول ندارد
درگیری با سلطانشاه با وجود حمایت‌های مادرش و همچنین بدون هیچ‌گونه حمایتی شدنی نبود به همین سبب به حاکم قراختاییان پناهنده شد. دختر گورخان و همسرش فوما در این سرزمین فرمانروایی می‌کردند و تکش از آنان کمک خواست و قول این را داد که اگر سلطانشاه را شکست دهد به آنان خراج سالیانه بپردازد. ملکه قراختایی پیشنهاد تکش را قبول کرد و تکش نیز با لشکری عظیم همراه فوما به سوی خوارزم حرکت کرد، سلطانشاه که از لشکرکشی تکش باخبر شد تحمل ایستادگی نداشت و به همراه مادرش به نیشابور نزد ملک موید آی آبه فرارکرد و تکش در دوم ربیع الآخر سال ۵۶۸هجری بعد از ورود به خوارزم به تخت سلطنت نشست. سلطانشاه ملک نیشابور یعنی موید آی آبه را با وعده‌های بسیار همراه خود کرد و موید نیز برای جنگ با تکش لشکری فراهم کرد و عازم جنگ شد، آن‌ها به شهر کوچک سومرنی در بیست فرسنگی خوارزم رسیدند. تکش پیش از آن‌ها در آنجا اردو زده بود و توانست با غافلگیری ضمن شکست سپاه موید او را به اسارت درآورد ولی سلطانشاه و مادرش به دهستان فرار کردند و تکش نیز در تعقیب آن‌ها روی به اعمال خشونت باری آورد و توانست به دهستان مسلط شود اما سلطانشاه گریخت و ابتدا به جانشین موید یعنی طغانشاه ابوبکر
سپس از او در دربار غیاث الدین، پادشاه غوریان، پناه آورد.
سلطان غوری از سلطانشاه به عنوان یک حکمران مهمان استقبال کرد و سلطانشاه نیز تا بروز اختلاف میان تکش و قراختاییان در آنجا باقی ماند اما غیاث الدین به او کمکی نکرد بعد از مدتی سلطانشاه با سپاهی که از قراختاییان دریافت کرد آمادگی مقابله با تکش را پیدا کرد و در وهله اول توانست مرو را اشغال کند و این شهر را مقر حکومت خود قرارداد
و توانست بیش از دوازده سال بر مرو حکومت کند. او در این سال‌ها همواره تهاجماتی به مرز غور داشت که باعث بروز اختلاف میان وی و غیاث الدین غوری شد و در نتیجه غیاث الدین توانست با حمایت سپاهیان غزنه، سیستان، بامیان، سپاهی تحت فرماندهی خود گردآورد
و سلطانشاه را در حوالی مرغاب شکست دهد و سلطانشاه نیز بعد از شکست متواری شد
آخرین لشکرکشی سلطانشاه به خوارزم در سال ۵۸۹هجری صورت گرفت که نتیجه‌ای جز شکست برای او به‌دست نیامد، اما آنچه که باعث شد نیروی او ضعیف شود اقدام بدرالدین چقر، فرمانده قعله مستحکم سرخس بود که قعله را به نیابت از سلطانشاه اداره می‌کرد. بدرالدین به سلطان تکش اعلام کرد که آماده است قعله را به او واگذار کند و این اقدام به منزله این بود که خزاین و کلید قعله سرخس به دست سلطان تکش افتاد و سلطانشاه نیز با ابتلا به بیماری شدید افسردگی در رمضان سال ۵۸۹هجری درگذشت.

## وزیران سلطان تکش
طبیعتاً در سلطنتی که سلطانش چنین خلق و خویی داشته باشد و دائم در جنگ و سفر باشد نباید حرفی از وزیر و دیوانسالاری به میان بیاید اما با کمال تعجب ما در دورهٔ سلطان تکش شاهد حضور وزیری با کفایت و متدبر به نام شمس الدین مسعود بن علی الهروی هستیم که سیف الدین عقیلی از او بسیار تمجید کرده و معتقد است که حسن تدبیر او باعث شد که ویرانی‌هایی که بر اثر حملهٔ غز‌ها در کشور به وجود آمده بود به زیبایی مرمت شوند او همچنین در سرکوب قرامطه تلاش بسیاری کرد. شمس الدین در مرو به رسم شافعی‌ها مسجدی بنا کرد که متعصبان مذهبی او را آتش زدند و در آخر دشمنانش او را با ضربه‌های چاقو به قتل رساندند و پسرش بعد ازو توسط سلطان تکش به وزارت خوارزمشاهیان منصوب شد.

## سلطان تکش در عراق عجم
در سال ۵۸۹ هجری در جنگی که بین تکش وطغرل سوم سلجوقی درگرفت با تمام شجاعتی که طغرل از خود نشان داد این سپاه خوارزمشاهیان بود که پیروز شد و یک سال بعد ۵۹۰ هجری تکش مرکز ایران را تصرف کرد و در همدان بر تخت حکومت جلوس کرد او بعد از از بین رفتن حکومت سلجوقیان عراق همدان و اصفهان را به قتلغ اینانج پسر جهان پهوان سپرد و او را امیرالامرای عراق کرد و همچنین پسرش یونس خان را به حکومت ری گماشت و میاجق را اتابک او کرد و خودش به سراغ خراسان رفت. تکش در راه خوارزم بود که متوجه شد پسرش ناصرالدین ملکشاه که حاکم نیشابور بود و به دلیل استعدادش در صید و شکار او را به مرو فرستاده بود در مرو مریض شده‌است به همین سبب او را از مرو به توس فراخواند و برای بار دوم حکومت نیشابور را به او سپرد و زمین‌هایی را در نیشابور به قطب الدین محمد پسر ارشدش که پس از ناصرالدین ملکشاه حاکم نیشابور شده بود عطا کرد و سپس او را با خود به خوارزم برد و درگیر سامان دادن به اوضاع و احوال خوارزم شد. وقتی یونس خان باخبر شد سپاهی از بغداد متوجه ایران است از برادرش ملکشاه درخواست کمک کرد اما پیش از رسیدن ملکشاه سپاه بغداد را تارومار کرد و غنیمت‌های زیادی به دست آورد.

## لشکرکشی سلطان تکش به عراق
حدود سال ۵۹۴ سلطان تکش درگیر شورش آلب درک بود. و در این لحظه بین خان ترکستان و الب درک اختلاف افتاد و الب به از تکش درخواست کرد برای براندازی دایی خود به او کمک کند که اگر تکش قبول کند الب قلمرو خود را به قلمرو خوارزم اضافه می‌کند. تکش می‌پذیرد و ضمن تدارک سپاه از پسرش قطب الدین محمد نیز می‌خواهد که به او بپیوندد که در این جنگ خان ترکستان اسیر شد و تکش پیروز به خوارزم بازگشت. پس از مدتی اطرافیان خان ترکستان که از خان مأیوس شده بود گرد الب جمع شدند و الب هم که خواستار استقلال بود شورش کرد که توسط تکش سرکوب شد و در اقدامی برای آسوده کردن خیالش از ترکستان خان زندانی را رها کرد و به سوی الب فرستاد و خود تکش نیز بعد آن راهی عراق عجم شد تا از خونریزی‌های میاجق جلوگیری کند. میاجق که از آمدن تکش باخبر شد پا به فرار گذاشت و منزل به منزل متواری بود تا اینکه به قعله فیروز رسید و سپاهیان تکش توانستند او را دستگیر کنند و سلطان او را به مدت یکسال زندانی کرد و دستورداد میاجق بقیه عمر خود را در جند بگذراند بعد از این ماجراها سلطان تکش منشور سلطنت بر عراق یعنی نواحی مرکزی ایران، خراسان و ترکستان را از دارالخلافه دریافت کرد.

## پایان کار سلطان تکش
بعد از لشکرکشی به عراق تکش متوجه ملاحده شد و به تسخیر قلعه ارسلان گشای که در حدود رودبار قزوین بود پرداخت و پس از چهار ماه محاصره میان آن‌ها صلح شد و قرار بر این شد که اسماعیلیان به الموت بروند. بعد از آن تکش نواحی مرکزی ایران را به پسرش علیشاه سپرد و خود به خوارزم بازگشت اما در این هنگام اسماعیلیان، وزیر تکش یعنی نظام الدین صدرالدین را به قتل رساندند به این دلیل که او را دشمن خود می‌دانستند و تکش هم به انتقام خون وزیر خود قطب الدین محمد را به قصد تنبیه آنان فرستاد و دستور داد که قلعه‌های اسماعیلیان را ویران سازد در همین هنگام ورمی در گلوی تکش پدید آمد که منجر به خناق شد با اینکه پزشکان او را منع کرده بودند او به قصد تنبیه ملاحده خوارزم را ترک کرد و هنگامی که به نزدیکی چاه عرب رسید بیماری از پای درآوردش و در رمضان سال ۵۹۶هجری از دنیا رفت.

## همسر اصلی سلطان
ترکان خاتون زنی بسیار قدرتمند و گسترده در حکومت داری بود و در زمان همسرش سلطان تکش قدرتمندترین زن خوارزمشاهیان بود و یکی از بزرگترین بانوی ایران بود و حکومت به دو دست تقسیم شد چرا که ترکان خاتون خودش را در سلطنت با همسرش شریک می‌دانست ترکان خاتون از همین دوره توانست بر تمامی امور کشور مسلط شود و اداره حرمسرا سلطان در دست ترکان خاتون بود و مسئول دربار سلطان و مشاور رسمی سلطان بود وی در همه تصمیمات حکومت دخالت داشت و عملاً تمام وزیران و درباریان و فرماندهان زیر نظر ترکان خاتون بودن و در کنار سلطان حکومت می‌کرد ترکان خاتون در این دوره تمامی همسران سلطان تکش را از سر راه بر داشت و تمامی شاهزادگان سلطان را که از دیگر همسرانش بود از چشم همسرش انداخت و فرزندش را جانشین همسرش کرد و در سال ۱۲۰۰ پسرش را به سلطنت رساند و خودش در این دوره قدرت قانونی را در دست گرفت و تمامی قبایلش را در کارهای دولت دخالت داد و خوارزمشاه محتاج قبیله ترکان خاتون شد و به همین روایت ترکان خاتون قدرت را از دست نمی‌داد و در این دوره ترکان خاتون دیوان و اقطاعات و لشکری جداگانه داشت و هفت تن از عالمان و دانشمندان خوارزم در دربار وی مشغول به کار بودن وی همچنین وزیر مخصوص و مشاوره اصلی و فرمانده سپاه خود را داشت و اختیار کامل برای عزل و نصب تمام مقامات حکومتی و لشکری پسرش داشت و بدون اجازه وی هیچ‌کس کاری نمی‌کرد.